# Leo Clement Andrew Arkfeld
Leo Clement Andrew Arkfeld (Butte, 4 febbraio 1912 – Madang, 21 agosto 1999) è stato un arcivescovo cattolico statunitense.

## Biografia
Abbracciò la vita religiosa nella Società del Verbo Divino il 2 febbraio 1932. Compiuti gli studi teologici e filosofici a Techny, nell'Illinois, fu ordinato prete il 15 agosto 1943 e, poco dopo, fu inviato nella missione verbita in Nuova Guinea.
L'8 luglio 1948 fu nominato vicario apostolico della Nuova Guinea centrale e vescovo titolare di Bucello. Fondò le congregazioni indigene delle Suore del Rosario (1951) e dei Fratelli del Sacro Cuore (1959).
A seguito dell'erezione della gerarchia episcopale nei territori della Nuova Guinea, nel 1966 Arkfeld fu nominato vescovo residenziale di Wewak e il 19 dicembre 1975 fu promosso alla sede metropolitana di Madang.
Partecipò al Concilio Vaticano II; fu presidente della Conferenza dei vescovi cattolici di Papua Nuova Guinea e Isole Salomone dal 1969 al 1973.
Lasciò la guida dell'arcidiocesi nel 1987 e morì a Madang nel 1999.

## Genealogia episcopale e successione apostolica
La genealogia episcopale è:
- Cardinale Scipione Rebiba
- Cardinale Giulio Antonio Santori
- Cardinale Girolamo Bernerio, O.P.
- Arcivescovo Galeazzo Sanvitale
- Cardinale Ludovico Ludovisi
- Cardinale Luigi Caetani
- Cardinale Ulderico Carpegna
- Cardinale Paluzzo Paluzzi Altieri degli Albertoni
- Cardinale Gaspare Carpegna
- Cardinale Fabrizio Paolucci
- Cardinale Francesco Barberini
- Cardinale Annibale Albani
- Cardinale Federico Marcello Lante Montefeltro della Rovere
- Vescovo Charles Walmesley, O.S.B.
- Arcivescovo John Carroll, S.I.
- Vescovo Benoît-Joseph Flaget, P.S.S.
- Arcivescovo Francis Patrick Kenrick
- Arcivescovo William Henry Elder
- Arcivescovo Henry Moeller
- Cardinale Samuel Alphonsius Stritch
- Arcivescovo Leo Clement Andrew Arkfeld, S.V.D.

La successione apostolica è:
- Vescovo Raymond Philip Kalisz, S.V.D. (1980)
- Arcivescovo Brian James Barnes, O.F.M. (1988)
- Vescovo Michael Marai (1989)